# ولی‌آباد (ایرانشهر)
ولی‌آباد (ایرانشهر)، روستایی از توابع بخش بزمان شهرستان ایرانشهر در استان سیستان و بلوچستان ایران است.

## جمعیت
این روستا در دهستان آب رئیس قرار دارد و براساس سرشماری مرکز آمار ایران در سال ۱۳۸۵، جمعیت آن ۵۳ نفر (۱۶خانوار) بوده‌است.